# 道の駅大月
道の駅大月（みちのえき おおつき）は、高知県幡多郡大月町大字弘見にある国道321号の道の駅である。別名「ふれあいパーク・大月」、愛称はふれぱ。

## 主な施設
- 駐車場
  - 普通車：78台
  - 大型車：5台
  - 身障者用：2台
- トイレ
  - 男：小11器、大7器
  - 女：8器ｄ
  - 身障者用：2器
- 公衆電話
- 公衆FAX
- レストラン（9:00 - 21:00）（閉店中）
- Cafe&Dining「まぁるいお月さん」（8:00 - 21:00）（閉店中）
- 特産品販売所「ふれあい市」「ふるさとセンター」（8:30 - 17:00）
- 公園
  - イベント広場（閉鎖中）
  - 展望広場
  - 野外彫刻
  - 大階段とつつじ
  - 大型ローラーすべり台
  - テニスコート　（閉鎖中）
- 情報コーナKoCoRo21

### 施設管理
- 一般財団法人大月ふるさと振興公社

## 休館日
- 12月31日 - 1月2日

## アクセス
直接連絡
- 国道321号

間接連絡
- 高知県道43号柏島二ツ石線

### バス停
大月町内の路線と宿毛市、土佐清水市への路線の交通結節点となっている。
- 高知西南交通

## 周辺
- 大月病院
- 大堂海岸